# Eduardo Vargas
Eduardo Jesús Vargas Rojas (Santiago, 20 november 1989) is een Chileens voetballer die doorgaans speelt als aanvaller. In juli 2025 verruilde hij Club Nacional voor Audax Italiano. Vargas maakte in 2009 zijn debuut in het Chileens voetbalelftal. In 2011 werd hij verkozen tot Chileens voetballer van het jaar.

## Clubcarrière
Vargas' carrière begon bij verschillende amateurteams in Renca. Hij speelde niet in de jeugd van een professionele club, omdat de grote clubs in Santiago op te grote afstand lagen. Vargas deed mee aan een toernooi in Puerto Montt met een amateurteam en werd topscorer. CD Cobreloa pikte hem op in 2006 en liet hem datzelfde jaar doorstromen naar het eerste elftal. Bij Cobreloa speelde hij vier seizoenen; met name in 2008 en 2009 speelde hij regelmatig, met in beide seizoenen speelminuten in meer dan twintig competitiewedstrijden. In januari 2010 werd de aanvaller weggekocht door Universidad de Chile. Door zijn prestaties in de Chileense Primera División en de Copa Sudamericana, waar hij in de finale drie keer scoorde, kwam hij in de interesse te staan van diverse clubs, waaronder Chelsea en Internazionale, waar coach Claudio Ranieri hem graag wilde halen. In november 2011 was hij een kandidaat om Zuid-Amerikaans voetballer van het jaar te worden, maar hij verloor deze competitie van Neymar. Wel werd hij verkozen tot Chileens voetballer van het jaar.
Napoli was bereid om circa dertien miljoen euro voor de Chileen neer te leggen. Aurelio De Laurentiis, president van de club, maakte op 23 december de komst van Vargas wereldkundig. Hij tekende zijn verbintenis in Napels op 9 januari 2012. Op 20 september maakte Vargas zijn debuut voor de club; in de UEFA Europa League scoorde hij drie keer tegen AIK Fotboll. Na zijn eerste seizoen bij Napoli werd Vargas verhuurd aan verschillende clubs: in 2013 speelde hij 18 competitieduels voor Grêmio uit Brazilië (zes doelpunten) en behaalde hij met de club de tweede plaats in de Serie A. In de winterstop van het seizoen 2013/14 verhuurde Napoli hem aan Valencia, waarmee hij speelde in de Primera División van Spanje. Tot aan het einde van het seizoen was Vargas bij deze club een basisspeler. Toch bleef hij niet in Spanje: in de zomer van 2014 kwamen Napoli en Queens Park Rangers FC een huurcontract voor één seizoen overeen. Ook in de Premier League was Vargas een basisspeler. Op zondag 10 mei 2015 degradeerde hij met Queens Park Rangers uit de competitie. Manchester City versloeg de hekkensluiter op die dag met 6–0, waardoor degradatie een feit was. Vargas keerde daarop terug in Italië, daar QPR niet voornemens was hem op permanente basis in te lijven.
Vargas tekende in augustus 2015 een contract tot medio 2019 bij 1899 Hoffenheim, de nummer acht van de Bundesliga in het voorgaande seizoen. Dat betaalde circa €5.000.000,- voor hem aan Napoli. In januari 2017 verkaste Vargas voor circa zes miljoen euro naar Tigres UANL, waar hij zijn handtekening zette onder een verbintenis voor de duur van vierenhalf jaar. In november 2020 ging hij naar het Braziliaanse Atlético Mineiro. Club Nacional contracteerde hem in januari 2025 voor twee jaar. Zijn contract werd in juni van dat jaar in onderling overleg ontbonden. Hierop tekende hij voor Audax Italiano.

## Interlandcarrière
Vargas maakte op 4 november 2009 zijn debuut in het Chileens voetbalelftal in een oefeninterland tegen Paraguay (2–1 winst). Hij speelde een uur, waarna Renato González hem verving. Zijn eerste interlanddoelpunt maakte hij vier maanden later in een vriendschappelijke ontmoeting met toenmalig regerend wereldkampioen Spanje (3–2 verlies). Op 7 oktober 2011 begon Vargas met Chili het kwalificatietoernooi voor het wereldkampioenschap voetbal 2014. Hij speelde veertien kwalificatiewedstrijden, waarin hij vijfmaal trefzeker was. In oktober 2013 sloot Vargas met Chili de succesvolle kwalificatie af met een 2–1 zege op een andere WK-deelnemer, Ecuador (2–1). Bondscoach Jorge Sampaoli nam in mei 2014 Vargas op in de selectie voor het WK. Zijn eerste wedstrijd op een interlandtoernooi speelde hij op 13 juni, de eerste groepswedstrijd tegen Australië. Als aanvaller speelde hij naast Alexis Sánchez, met aanvallende middenvelder Jorge Valdivia achter zich. Sánchez opende de met 3–1 gewonnen wedstrijd na twaalf minuten met het eerste doelpunt; Vargas leverde de assist. In het volgende groepsduel tegen Spanje maakte Vargas de 0–1 op aangeven van Charles Aránguiz. Chili won uiteindelijk met 0–2, waardoor de Spanjaarden waren uitgeschakeld en Chili was verzekerd van een plaats in de achtste finale. Ook speelde Vargas in de met 2–0 verloren laatste groepswedstrijd tegen Nederland. In de achtste finale trof Vargas met Chili het gastland; hij speelde de volledige wedstrijd, inclusief verlenging, en gaf wederom een assist op Sánchez, die de reguliere eindstand op 1–1 bepaalde. Brazilië won na strafschoppen; Vargas was niet een van de strafschoppennemers. Na het wereldkampioenschap speelde Vargas vervolgens uitsluitend oefeninterlands met Chili; in het voorjaar van 2015 werden die wedstrijden gespeeld ter voorbereiding op de Copa América 2015. Bondscoach Sampaoli nam Vargas op 30 mei 2015 op in de selectie van Chili voor dat toernooi, dat in eigen land georganiseerd werd. In de openingswedstrijd op 11 juni werd Ecuador met 2–0 verslagen door een door Arturo Vidal benutte strafschop en een doelpunt van Vargas zes minuten voor tijd. Sampaoli had Vargas na rust in het veld gebracht voor Jean Beausejour om een doorbraak in het spelverloop te forceren. Het was zijn achttiende interlanddoelpunt. In de toernooiselectie had alleen Sánchez op dat moment meer doelpunten achter zijn naam staan (26). In de halve finale op 29 juni tegen Peru maakte Vargas beide doelpunten aan Chileense kant; Chili won met 2–1 en ging door naar de finale. In de finale trof Chili buurland Argentinië. Na 120 minuten voetbal stond er echter nog steeds 0–0 op het bord. Chili won daarna de beslissende strafschoppenreeks. Zodoende pakte Vargas met zijn ploeggenoten de eerste prijs uit de geschiedenis van het Chileense nationale elftal. Met vier doelpunten werd hij zelf gedeeld topscorer van het toernooi, samen met José Paolo Guerrero. Vargas won een jaar later ook de Copa América Centenario met de Chileense nationale ploeg. Met zes doelpunten werd hij ditmaal alleen topscorer van dit toernooi. Vier hiervan maakte hij tijdens een 7–0 overwinning op Mexico in de kwartfinale.

## Erelijst
| Competitie                       |                      |                                    |                      |                      |
| Competitie                       | Aantal               | Jaren                              |                      |                      |
| Universidad de Chile             | Universidad de Chile | Universidad de Chile               | Universidad de Chile | Universidad de Chile |
| -------------------------------- | -------------------- | ---------------------------------- | -------------------- | -------------------- |
| Primera División                 | 2                    | 2011 Apertura, 2011 Clausura       |                      |                      |
| Copa Sudamericana                | 1                    | 2011                               |                      |                      |
| Napoli                           |                      |                                    |                      |                      |
| Coppa Italia                     | 1                    | 2011/12                            |                      |                      |
| Tigres UANL                      |                      |                                    |                      |                      |
| Liga MX                          | 2                    | 2016/17 Apertura, 2017/18 Apertura |                      |                      |
| Chili                            |                      |                                    |                      |                      |
| Copa América                     | 2                    | 2015, 2016                         |                      |                      |
| Individueel                      |                      |                                    |                      |                      |
| Chileens voetballer van het jaar | 1                    | 2011                               |                      |                      |